# I'm a Man
Pour les articles homonymes, voir I'm a Man (homonymie).
Singles de Bo Diddley
Diddley Daddy
(1955)
Pistes de Bo Diddley (1958)
Bo Diddley Bring It to Jerome
Singles de The Yardbirds
Heart Full of Soul
(1965) Shapes of Things
(1966)
Pistes de Having a Rave Up
Evil Hearted You Still I'm Sad
Pistes de My Generation
It's Not True A Legal Matter
I'm a Man est une chanson de blues écrite et enregistrée en 1955 par Bo Diddley, de son vrai nom Ellas McDaniel. Morceau au tempo modérément lent, inspiré d’un blues plus ancien, il est devenu n°1 des charts R&B américains. I'm a Man a été repris par divers artistes, notamment les Yardbirds, qui ont obtenu un hit classé numéro 17 des charts pop aux États-Unis en 1965.

## Chanson de Bo Diddley
I'm a Man est la face B du premier single de Bo Diddley, paru chez Checker Records (filiale de Chess) à Chicago en avril 1955. En face A figure le titre tout aussi célèbre Bo Diddley. Grand classique du Chicago blues, I'm a Man est connu pour son riff de quatre notes universellement célèbre. Il est basé sur une chanson de Muddy Waters, Hoochie Coochie Man, écrite en 1954 par Willie Dixon, qui comme I'm a Man, fait référence aux amulettes vaudou supposées aphrodisiaques. Waters enregistrera une réponse à I'm a Man en mai 1955, intitulée Mannish Boy, un jeu de mots sur le jeune âge de Diddley à cette époque.
Diddley (guitare et chant) est accompagné par Billy Boy Arnold (harmonica), Otis Spann (piano), Jerome Green (maracas), Willie Dixon (contrebasse) et Frank Kirkland ou Clifton James (batterie). Dans une interview accordée au magazine Rolling Stone, Bo Diddley raconte que l'enregistrement de la chanson a pris beaucoup de temps en raison d'une confusion quant au bon timing pour les chœurs « M ... A ... N ».
Le single Bo Diddley / I'm a Man se classe n°1 des charts rhythm and blues du magazine Billboard pendant 18 semaines. La chanson figure sur plusieurs albums de compilation, notamment Bo Diddley (1958) et His Best (1997). Il l'enregistre également avec Muddy Waters et Little Walter pour l'album Super Blues de 1967 et avec Ronnie Wood en concert (sur l'album Live at the Ritz, 1988).

## Version des Yardbirds
Le groupe de rock anglais The Yardbirds enregistre une version live de I'm a Man pour son premier album britannique Five Live Yardbirds avec Eric Clapton en 1964, qui est incluse ensuite dans leur deuxième album américain Having a Rave Up. En 1965, lors de leur première tournée américaine, les Yardbirds avec Jeff Beck à la guitare enregistrent une version studio de I'm a Man, également incluse dans Having a Rave Up. Ces deux versions présentent leur arrangement « rave-up », quand le rythme passe à un double temps et que l'instrumentation va crescendo. Beck a ajouté une technique de « scratch-picking » permettant de produire un effet de percussion durant la partie instrumentale de la chanson, ce qui, note le critique Cub Koda, « fournit le point culminant de la version studio de I'm a Man, peut-être le plus célèbre de tous les rave-up des Yardbirds ».
L'enregistrement a lieu aux studios Chess de Chicago, avec des sessions supplémentaires dans les studios Columbia à New York. Il est publié en tant que single et inclus plus tard dans leur album de 1965, Have a Rave Up. La version des Yardbirds, publiée aux États-Unis par Epic avec Still I'm Sad en face B, culmine au numéro 17 du Billboard Hot 100 en 1965. La chanson ne sort au Royaume-Uni qu'en 1976. Diddley a jugé leur reprise « magnifique » (beautiful) et elle est considérée « comme un moment déterminant pour le groupe ».
Il existe également des versions live avec Jeff Beck (1965, sortie en 1991 sur Yardbirds ... On Air) ou Jimmy Page (1968, sortie en 1971 sur Live Yardbirds: Featuring Jimmy Page).

## Autres reprises
Ce titre a été interprété de très nombreuses fois par des artistes de blues et de rock, entre autres. On compte notamment des reprises par Jimi Hendrix, MC5, The Flamin' Groovies, Grateful Dead et The Sonics.
Les Stooges l'enregistrent en 1972 lors des sessions de l'album Raw Power. Cette version est finalement éditée en 2009 sur la compilation More Power. 
Une version live par Dr. Feelgood figure en face B du single Back in the Night en 1975 avant d'être intégrée dans l'album Stupidity l'année suivante.
Doug Sahm interprète la chanson dans une scène de boîte de nuit à San Francisco dans le film More American Graffiti en 1979.
Le groupe grunge Dickless a l'habitude de clore ses concerts avec cette chanson et c'est  leur premier single sur le label Sub Pop en 1990.
Tom Petty and The Heartbreakers reprennent l'arrangement des Yardbirds tout au long de leurs tournées nord-américaines de 2006 (Highway Tour) et 2012 ; une version de la tournée de 2006 figure sur l'album The Live Anthology en 2009.
Parmi les multiples artistes ayant repris cette chanson, on peut citer également :
- The Who sur l'album My Generation (1965)
- The Royal Guardsmen sur Return of the Red Baron (1967)
- The Litter en face B du single Somebody Help Me et sur l'album Distortions (1967)
- Otis Rush sur la compilation Hey Bo Diddley - A Tribute! (2002)
- Black Strobe sur l'album Burn Your Own Church (2007)

## Reconnaissance et postérité
L'original de I'm a Man de Bo Diddley figure au numéro 378 de la liste des « 500 plus grandes chansons de tous les temps » du magazine Rolling Stone* . En 2012, la chanson, accompagnée du titre éponyme Bo Diddley, est ajoutée à la liste des enregistrements sonores américains « importants sur le plan culturel, historique ou esthétique » de la Bibliothèque du Congrès. En 2018, le morceau est intronisé au Blues Hall of Fame de la Blues Foundation comme un « enregistrement classique du blues ». En 2020, il reçoit le Grammy Hall of Fame Award.
On peut entendre I'm a Man par Bo Diddley dans de nombreux films et séries télévisées, parmi lesquels :
- Jimmy Reardon de William Richert (1988)
- The Last Days of Frankie the Fly de Peter Markle (1996)
- Les Soprano, saison 1, épisode 1 (1999)
- Clubland de Cherie Nowlan (2007)
- Les Simpson, saison 19, épisode 1 (2007)
- The Party de Sally Potter (2017)

La version de Black Strobe est également présente dans plusieurs films ou séries, dont :
- RocknRolla de Guy Ritchie (2008)
- Le Mac de Pascal Bourdiaux (2010)
- The Walking Dead, à la fin de l'épisode 2 de la saison 1 (2010)
- la bande annonce de Django Unchained réalisé par Quentin Tarantino (2012)
- Les Miller, une famille en herbe de Rawson Marshall Thurber (2013)
- The Vampire Diaries, saison 5, épisode 12 (2014)
- Entourage de Doug Ellin (2015).

Leur morceau est utilisé dans des spots publicitaires pour le parfum Eau sauvage de Dior en 2012, et pour la voiture Seat León sc en 2013.

## Sources
- (en) Cet article est partiellement ou en totalité issu de l’article de Wikipédia en anglais intitulé « I'm a Man (Bo Diddley song) » (voir la liste des auteurs).